# فرودگاه کانزاس، شهرستان کلدول
فرودگاه کانزاس، شهرستان کلدول (به انگلیسی: Caldwell Municipal Airport (Kansas)) یک فرودگاه همگانی بهره‌برداری هوایی است که یک باند فرود چمن دارد و طول باند آن ۷۵۰ متر است. این فرودگاه در کشور ایالات متحده آمریکا قرار دارد و در ارتفاع ۳۵۳ متری از سطح دریا واقع شده‌است.